# Pol Van Den Driessche
Pour les articles homonymes, voir Van den Driessche et Driessche.
 (décembre 2016).
Si vous disposez d'ouvrages ou d'articles de référence ou si vous connaissez des sites web de qualité traitant du thème abordé ici, merci de compléter l'article en donnant les références utiles à sa vérifiabilité et en les liant à la section « Notes et références ».
Pol Van Den Driessche, né le 22 juin 1959 à Audenarde est un homme politique belge flamand, membre de la N-VA, transfuge du CD&V.
Il est licencié en histoire (UGent), et il fut journaliste et rédacteur en chef. Il est assistant de pratique à temps-partiel - Département Communication (UGent); auteur et chroniqueur politique.
Il est président du Guldensporen-marathon (depuis 87), membre du bureau permanent du Archief- en Documentatiecentrum voor het Vlaams-nationalisme (depuis 97), membre du bureau permanent du Symfonieorkest Vlaanderen (depuis 2002), administrateur et porte-parole du Cercle Bruges KSV (depuis 2006) et président du 11 Juli-komitee Brugge (depuis 2007).
Malgré 22.458 voix de préférences, il n'est pas élu comme député en 2014. Alors, la N-VA l'a désigné comme sénateur coopté.

## Fonctions politiques
- 1983-1988 : conseiller communal à Bruges
- 2007-2010 : sénateur élu direct
- 2014-       : sénateur coopté